# Dolmen de la Baraque de l’Estrade

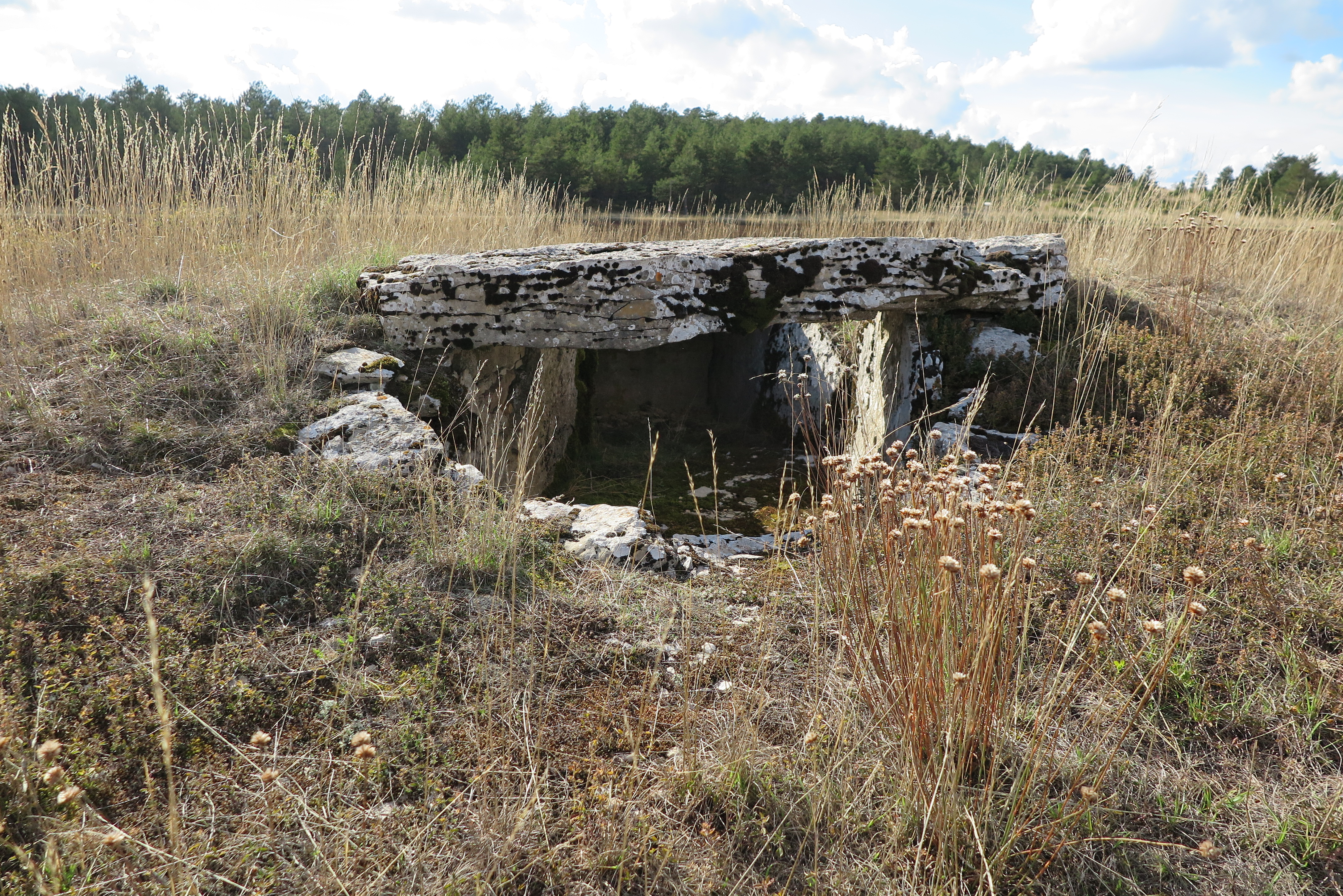
Baraque de l’Estrade

Der 1978 restaurierte Dolmen de la Baraque de l’Estrade ist eine leicht geknickte Megalithanlage (französisch Dolmen à coudé) bei Montmirat auf der Hochebene Causse de Sauveterre im Département Lozère in Südfrankreich. Dolmen ist in Frankreich der Oberbegriff für Megalithanlagen aller Art (siehe: Französische Nomenklatur).
Die West-Ost orientierte Megalithanlage liegt eingetieft in einem ovalen Hügel von etwa 13,0 m Durchmesser und 1,5 m Höhe. Die etwa fünf Meter lange und 1,55 m breite Kammer besteht aus je zwei im stumpfen Winkel zueinander angeordneten, unterschiedlich großen Tragsteinpaaren und einer Endplatte im Westen. Die Ostseite, vermutlich die Zugangsseite, besteht aus einer aus Pierre sèche erstellten Apsis. Die Kammer ist etwa einen Meter in den Hügel eingetieft. Zwei der einst vermutlich vier Decksteine liegen auf und sind 15 cm stark.
Die etwa 2500 v. Chr. errichtete Anlage wurde bis in die Bronzezeit genutzt. Belegt sind auch Nachbestattungen im Hügel.
50 m östlich steht ein „Menhir indicateur“.